# 滋賀県議会

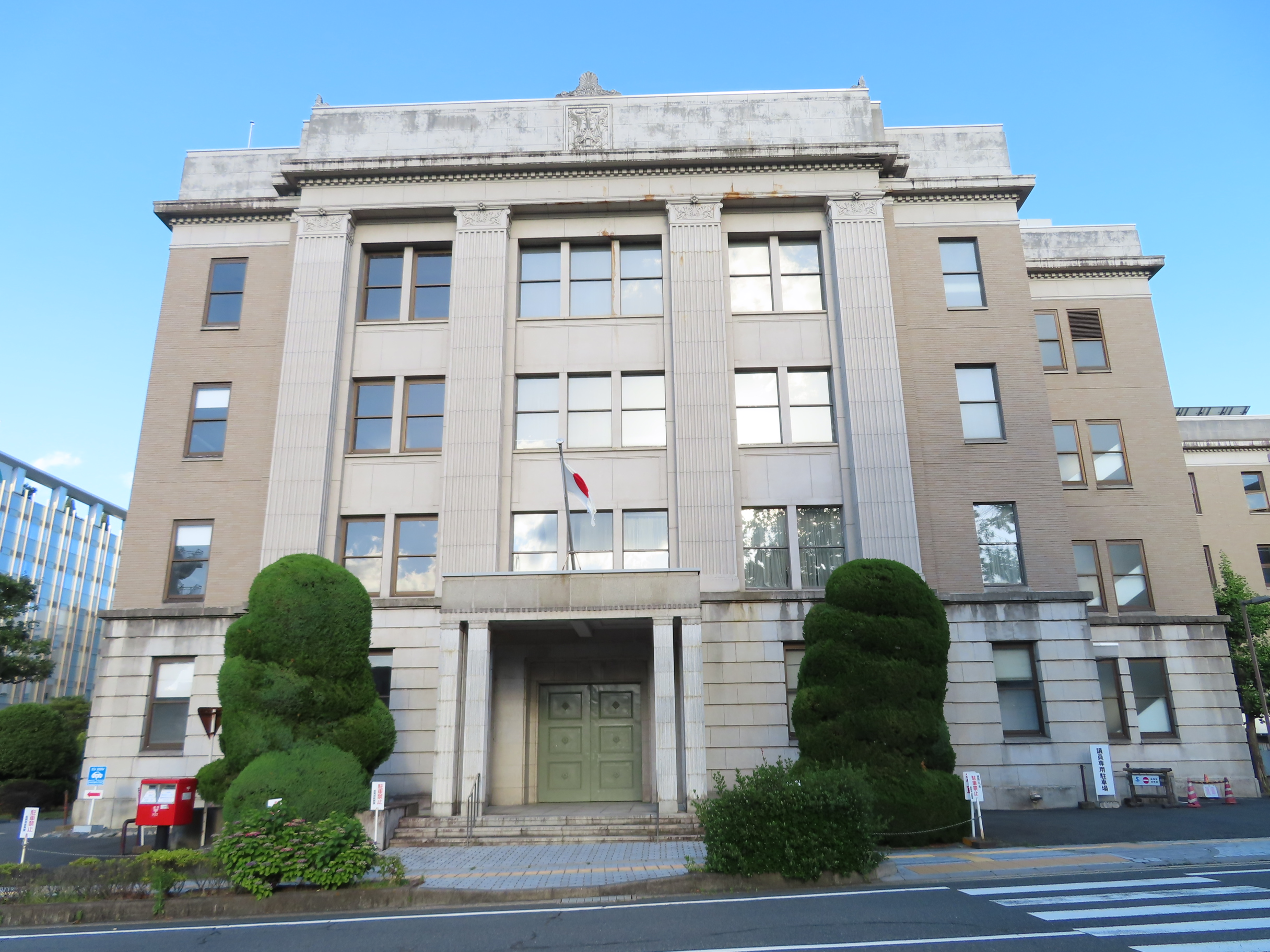
滋賀県庁に併設された議場

滋賀県議会（しがけんぎかい）は、滋賀県に設置されている地方議会。

## 概要
- 2007年4月8日に執行された滋賀県議会議員一般選挙では、民主党（公認13人、推薦3人）と嘉田由紀子知事を支援する地域政党対話でつなごう滋賀の会（公認4人、推薦8人）が躍進し、自由民主党を過半数割れに追い込んだ。
- 2007年5月に開かれた臨時会では、民主党系会派から議長、対話の会・びわこねっとから副議長を選出。滋賀県議会で自民党系会派以外から議長が選出されたのは、同党結成後初。
- 2008年5月に開かれた臨時会では、再び自民党系会派から議長が選出された。
- 2009年9月、第45回衆議院議員総選挙での滋賀県の自民党議席全滅を受け、中堅・若手県議を中心として自民党滋賀県連幹部の責任を問う声が強まり、その結果、自民党系会派の自由民主党・湖翔クラブが分裂。会派離脱した11人が、対話でつなごう滋賀の会の推薦を受けた自民党籍を持つ県議により構成される湖政会の2人とともに新会派自由民主党・真政会を結成した。これによって、民主党系会派の民主党・県民ネットワークが県議会最大会派となった。
- 2010年4月、自由民主党・湖翔クラブが解散し、自由民主党・真政会に合流。自民党系会派が再び最大会派となった。
- 2011年4月10日に執行された滋賀県議会議員一般選挙では、嘉田由紀子知事に対し中立の立場をとる自民党が公認・推薦を合わせて25議席を占め、単独過半数を回復した。
- 2011年5月以降は議長及び副議長共に自民党系会派から選出されていたが、2022年4月に会派「さざなみ倶楽部」から副議長が選出された[2]。
- 2022年3月28日、自由民主党滋賀県議会議員団は、大野和三郎県議が会派で協議・決定していないにもかかわらず、三日月知事ら県幹部に「会派の総意」として畜産関係の政策での対応を迫ったことなどを問題視し、大野を会派から離脱させることを決めた[3]。これにより会派の人数は18人となる。
- 2022年4月26日、議員わずか3人の会派「さざなみ倶楽部」から副議長が選出された[2]。
- 2022年7月に補欠選挙が行われ、湖南市選挙区では無投票で自民党公認候補が当選、大津市選挙区でも自民党公認候補が当選した[4][5]。これにより自民党系会派の人数は20人となった。
- 2024年1月6日に岩佐弘明議員（69歳）が逝去。議員数が43人となる。

## 定数
- 44人

## 役員・委員会
- 議長 - 有村國俊（第104代：自由民主党滋賀県議会議員団・近江八幡市選挙区選出・4期）
- 副議長 - 目片信悟 （第115代：自由民主党滋賀県議会議員団・大津市選挙区選出・4期）

| 常任委員会         | 定数   | 委員長                                 |
| ------------------ | ------ | -------------------------------------- |
| 総務・企画・公室   | 9(現8) | 白井幸則（自由民主党滋賀県議会議員団） |
| 文スポ・土木・警察 | 9      | 周防清二（自由民主党滋賀県議会議員団） |
| 環境・農水         | 8      | 重田剛（チームしが県議団）             |
| 厚生・産業・企業   | 9      | 中沢啓子（自由民主党滋賀県議会議員団） |
| 教育・子ども若者   | 9      | 小川泰江（チームしが県議団）           |

| 議会運営委員会 | 定数 | 委員長                                 |
| -------------- | ---- | -------------------------------------- |
| 議会運営委員会 | 9    | 加藤誠一（自由民主党滋賀県議会議員団） |

| 特別委員会                       | 定数 | 委員長                                 |
| -------------------------------- | ---- | -------------------------------------- |
| 琵琶湖・森林政策                 | 10   | 河井昭成（チームしが県議団）           |
| 地方創生・防災減災対策           | 11   | 桑野仁（自由民主党滋賀県議会議員団）   |
| 行財政・DX推進                   | 10   | 本田秀樹（自由民主党滋賀県議会議員団） |
| 公共交通・国スポ・障スポ大会対策 | 10   | 柴田清行（自由民主党滋賀県議会議員団） |

| その他               | 定数 | 委員・議員 |
| -------------------- | ---- | --- |
| 監査委員             | 1    | 駒井千代（さざなみ倶楽部） |
| 関西広域連合議会議員 | 4    | - 井狩辰也（自由民主党滋賀県議会議員団） - 角田航也（チームしが県議団） - 桑野仁（自由民主党滋賀県議会議員団） - 奥村芳正（自由民主党滋賀県議会議員団） |

※2024年6月現在

## 事務局
- 議会事務局[7]
  - 総務課
  - 議事課
  - 政策調査課

## 会派
| 会派名                     | 議員数 | 党派                                          | 女性議員数 | 女性議員の比率(%) |
| -------------------------- | ------ | --------------------------------------------- | ---------- | ----------------- |
| 自由民主党滋賀県議会議員団 | 20     | 自由民主党                                    | 0          | 0                 |
| チームしが県議団           | 11     | チームしが(立憲民主党5・国民民主党1・無所属5) | 3          | 27.27             |
| 日本共産党滋賀県議会議員団 | 2      | 日本共産党                                    | 2          | 50                |
| さざなみ倶楽部             | 3      | 無所属                                        | 1          | 33.33             |
| 滋賀維新の会               | 3      | 日本維新の会                                  | 0          | 0                 |
| 公明党滋賀県議団           | 2      | 公明党                                        | 1          | 50                |
| 無所属                     | 2      | 自由民主党、無所属                            | 0          | 0                 |
| 現員                       | 43     |                                               | 7          | 16.28             |

## 選挙区
- 16選挙区（2011年）

| 選挙区           | 定数 | 市町村                 |
| ---------------- | ---- | ---------------------- |
| 大津市選挙区     | 10   | 大津市                 |
| 彦根市選挙区     | 4    | 彦根市                 |
| 長浜市選挙区     | 4    | 長浜市                 |
| 近江八幡市選挙区 | 3    | 近江八幡市             |
| 草津市選挙区     | 4    | 草津市                 |
| 守山市選挙区     | 2    | 守山市                 |
| 栗東市選挙区     | 2    | 栗東市                 |
| 甲賀市選挙区     | 3    | 甲賀市                 |
| 野洲市選挙区     | 2    | 野洲市                 |
| 湖南市選挙区     | 2    | 湖南市                 |
| 高島市選挙区     | 2    | 高島市                 |
| 東近江市選挙区   | 4    | 東近江市               |
| 米原市選挙区     | 2    | 米原市                 |
| 蒲生郡選挙区     | 1    | 日野町・竜王町         |
| 愛知郡選挙区     | 1    | 愛荘町                 |
| 犬上郡選挙区     | 1    | 豊郷町・甲良町・多賀町 |

※2011年4月10日の一般選挙から施行
- 13選挙区（2015年）

| 選挙区                         | 定数 | 市町村                         |
| ------------------------------ | ---- | ------------------------------ |
| 大津市選挙区                   | 10   | 大津市                         |
| 彦根市・犬上郡選挙区           | 4    | 彦根市・豊郷町・甲良町・多賀町 |
| 長浜市選挙区                   | 4    | 長浜市                         |
| 近江八幡市・竜王町選挙区       | 3    | 近江八幡市・竜王町             |
| 草津市選挙区                   | 4    | 草津市                         |
| 守山市選挙区                   | 2    | 守山市                         |
| 栗東市選挙区                   | 2    | 栗東市                         |
| 甲賀市選挙区                   | 3    | 甲賀市                         |
| 野洲市選挙区                   | 2    | 野洲市                         |
| 湖南市選挙区                   | 2    | 湖南市                         |
| 高島市選挙区                   | 2    | 高島市                         |
| 東近江市・日野町・愛荘町選挙区 | 5    | 東近江市・日野町・愛荘町       |
| 米原市選挙区                   | 1    | 米原市                         |

※2015年4月12日の一般選挙から施行
- 13選挙区（2023年）

| 選挙区                         | 定数 | 市町村                         |
| ------------------------------ | ---- | ------------------------------ |
| 大津市選挙区                   | 10   | 大津市                         |
| 彦根市・犬上郡選挙区           | 4    | 彦根市・豊郷町・甲良町・多賀町 |
| 長浜市選挙区                   | 3    | 長浜市                         |
| 近江八幡市・竜王町選挙区       | 3    | 近江八幡市・竜王町             |
| 草津市選挙区                   | 4    | 草津市                         |
| 守山市選挙区                   | 3    | 守山市                         |
| 栗東市選挙区                   | 2    | 栗東市                         |
| 甲賀市選挙区                   | 3    | 甲賀市                         |
| 野洲市選挙区                   | 2    | 野洲市                         |
| 湖南市選挙区                   | 2    | 湖南市                         |
| 高島市選挙区                   | 2    | 高島市                         |
| 東近江市・日野町・愛荘町選挙区 | 5    | 東近江市・日野町・愛荘町       |
| 米原市選挙区                   | 1    | 米原市                         |

※2023年3月31日の一般選挙から施行

## 選挙結果
- 2015年滋賀県議会議員選挙[8]

| 党派                   | 当選者数 | 備考 |
| ---------------------- | -------- | ---- |
| 自由民主党             | 18       |      |
| 民主党                 | 9        |      |
| 日本共産党             | 3        |      |
| 公明党                 | 2        |      |
| 対話でつなごう滋賀の会 | 3        |      |
| 無所属                 | 9        |      |
| 計                     | 44       |      |

- 2019年滋賀県議会議員選挙[9]

| 党派       | 当選者数 | 備考 |
| ---------- | -------- | ---- |
| 自由民主党 | 16       |      |
| チームしが | 9        |      |
| 日本共産党 | 4        |      |
| 立憲民主党 | 3        |      |
| 公明党     | 2        |      |
| 無所属     | 10       |      |
| 計         | 44       |      |

- 2023年滋賀県議会議員選挙[9]

| 党派         | 当選者数 | 備考 |
| ------------ | -------- | ---- |
| 自由民主党   | 21       |      |
| チームしが   | 6        |      |
| 日本維新の会 | 3        |      |
| 日本共産党   | 2        |      |
| 立憲民主党   | 2        |      |
| 公明党       | 2        |      |
| 無所属       | 7        |      |
| 計           | 44       |      |

## 主な県議会議員出身者

### 国会議員
- 小寺裕雄（衆議院議員）
- 徳永久志（元衆議院議員・元参議院議員）
- 田島一成（元衆議院議員）
- 奥村展三（元衆議院議員）
- 岩永峯一（元衆議院議員）
- 宇野治（元衆議院議員）
- 宇野宗佑（元衆議院議員）
- 岡田逸治郎（元衆議院議員）

### 首長
- 生田邦夫（元湖南市長）
- 佐藤健司（大津市長）
- 大久保貴（元彦根市長）
- 西田善一（元大津市長）
- 目片信（元大津市長、元衆議院議員）
- 山田耕三郎（元大津市長、元参議院議員）
- 上原茂次（元大津市長）
- 冨士谷英正（元近江八幡市長）
- 海東英和（元高島市長）

### その他
- 北川弥助（県議を連続14期・約53年間務める）
- 有村國宏（有村治子の父）